# Палаццо Бевилаква
Палаццо Бевилаква (итал. Palazzo Bevilacqua) — старинный дворец (итал. рalazzo), расположенный в центре Вероны, северная Италия (область Венето), на улице Корсо Кавур. Спроектировано известным веронским архитектором Микеле Санмикели около 1530 года.

## История
Здание построено по заказу семьи Бевилаква около 1530 года. Присутствие этой семьи в городе засвидетельствовано с 1146 года. Семья Бевилаква была одной из самых влиятельных в Вероне, но до 1530-х годов не имела представительного городского дворца. В построенном Санмикели дворце в течение нескольких лет размещалась коллекция произведений искусства графа Марко Бевилаква, в которую входили работы веронских художников, а также всемирно известных живописцев, таких как Тинторетто и Веронезе. В завещанном городу последней герцогиней Феличитой Бевилаква (Felicita Bevilacqua) дворце в настоящее время расположен Коммерческий технический институт (ITCS Lorgna-Pindemonte).

## Архитектура
Это одно из самых изысканных зданий в городе, с фасадом, выполненным в двух ярусах: нижнем — более массивном, и верхнем — стройном и изящном. Нижний этаж главного фасада оформлен пилястрами с мощным рустом, а верхний, как это часто делал Санмикели, — большими арочными окнами, причём они чередуются: большие с малыми. Фасад пересекают балюстрада и венчающий карниз, создающие мощные горизонтальные акценты. Фасад зрительно дематериализуется и, вопреки традициям городского палаццо, производит впечатление не надёжного дома-крепости, а какой-то ширмы, подобной театральной декорации.
Б. Р. Виппер писал о творчестве Санмикели в книге, посвящённой развитию маньеризма в итальянской архитектуре XVI века, что средства, с помощью которых архитектор воплощал классические принципы: «пластический рельеф ордера, глубокие вырезы стены, её слоистость и связанные с этим резкие контрасты света и тени — значительно отступают от традиций римско-тосканской классики… Палаццо Бевилаква характеризуется … бурной динамикой поверхности в сплетении горизонтальных и вертикальных акцентов (сплошная рустовка нижнего этажа, чередование больших и малых арок, треугольные и сегментообразные фронтоны, вертикальные и спиралевидные каннелюры в верхнем этаже). Фасад одновременно утверждается как телесная, пластическая реальность и как красочная, пышная декорация».

## Художественная коллекция дворца
Во дворце ранее находились знаменитые картины коллекции семьи Бевилаква, в том числе «Оплакивание» (La pietà della lacrima) Джован Франческо Карото, которая сейчас находится в городском музее Кастельвеккьо, «Святой Иероним» (неизвестного мастера), «Святой Гульельмо» и «Святой Франциск» Доменико Брузасорци, «Рай» (эскиз) Тинторетто, — последние картины после захвата города Наполеоном Бонапартом теперь находятся в Париже, в музее Лувра. Были и другие работы, ныне разбросанные по разным итальянским и зарубежным коллекциям. После наполеоновского грабежа в каталоге, опубликованном Бюллетенем Общества французского искусства (Bulletin de la Société de dell’arte français) за 1936 год, указано, что следующие картины происходят из дворца Бевилаква в Вероне: «Портрет дворянки» работы Веронезе (пропал в 1815 году), «Портрет молодого человека» Веронезе, «Святое семейство со Святым Орсолой» Веронезе. Коллекция античной скульптуры палаццо Бевилаква оказалась в Глиптотеке в Мюнхене.